# ایلماری پاکارینن
ایلماری پاکارینن (فنلاندی: Ilmari Pakarinen; ۱۲ سپتامبر ۱۹۱۰ – ۶ دسامبر ۱۹۸۷) ژیمناست هنری اهل فنلاند بود.